# Rune Claesson
Rune John Lennart Claesson, född 15 februari 1930 i Ulricehamn, död där 2 april 2011, var en svensk tecknare, grafiker och konstpedagog.  
Han var son till möbelsnickaren John Claesson och Alice Bank. Han var kusin till Stig Slas Claesson. Han studerade först krokiteckning vid en målarskola i Stockholm innan han sökte sig till Valands konstskola i Göteborg 1951. Tillsammans med Rune Kjellman ställde han ut i Ulricehamn 1949. Samma år medverkade han i utställningen Fluesvampen på Ålborgs museum i Danmark. Han medverkade i Nationalmuseums utställning Unga tecknare 1951 och ställde ut tillsammans med Borås och Sjuhäradsbygdens konstförening. Han var representerad i utställningen Sjuhärads grafik som visades på Falbygdens museum 1980. Separat ställde han bland annat ut på galleri God konst i Göteborg 1962 samt  på Borås konstmuseum 1992 och 2006. På 1970- och 1980-talet arbetade han som lärare på Hovedskous målarskola i Göteborg, Konsthögskolan i Stockholm och vid Nordiska konstskolan i Karleby, Finland. Hans konst består av stilleben, porträtt, interiörer och landskapsmålningar med en egen blandteknik av akvarell, kritor, kol. Konstnären Jordi Arkö skrev boken Rune Claesson – en mästartecknare och genomförde en minnesutställning där ett 50-tal av Claessons verk visades upp på Rättviks kulturhus. Claesson är representerad vid Göteborgs konstmuseum, Helsingborgs museum, Moderna Museet, Kalmar Konstmuseum, Borås konstmuseum och Ulricehamns museum.